# Henry Bidou
Henry Bidou, né le 28 juin 1873 à Givet et mort le 14 février 1943 à Vichy, est un écrivain, critique et correspondant de guerre français.

## Biographie
Après des études dans un collège des jésuites Saint-Joseph à Reims, il entre à l'Institut catholique de Paris (ICP) et poursuit ses études jusqu'à l'obtention de deux thèses de doctorat sur la Sibérie puis étudie le droit, avant de devenir professeur d'histoire, de géographie et de littérature l'école sainte-Geneviève puis à l'ICP et à la faculté de Lettres.
Henry Bidou se destine à une carrière militaire. Il y renonce partiellement après un accident de cheval dans sa jeunesse qui conduit à l'amputation de l'une de ses jambes. S'il ne peut effectuer son service militaire, il devient correspondant de guerre et chroniqueur militaire.
Il réalise une carrière professionnelle éclectique, exerçant des professions très variées : géographe, historien, journaliste, conférencier, critique littéraire, musicographe, peintre et poète. Il profite de ses missions à l'étranger pour satisfaire sa passion pour les voyages, facilitées par sa maîtrise de plusieurs langues étrangères. Polyglotte, il parle, outre le français, l’anglais, l’allemand, l’espagnol, l’italien et le russe.
Peintre amateur, Henry Bidou a peint chez Edmond Aman-Jean, Raphaël Collin et Jacques-Émile Blanche et exposé à la galerie de l’Élysée, ainsi qu'au salon des Tuileries. Il était membre de la Société nationale de géographie et de la Société des études historiques.
C'est son activité de correspondant de guerre qui le conduit en 1940 à Vichy auprès du gouvernement du maréchal Pétain. C'est dans cette ville qu'il s'éteint en 1943.

## Voyageur
Henry Bidou a réalisé de nombreux voyages en Russie dans le cadre de la rédaction de ses thèses sur la Sibérie, puis à travers le monde pour ses activités.
En tant que journaliste ou pour ses loisirs, il parcourt ainsi la Pologne, l'Uruguay, le Japon, le Cambodge, l'Indochine, la Rhénanie, en Italie, où il rencontre Benito Mussolini, et en Scandinavie et aux Pôles.
Il suit les opérations militaires, en tant que correspondant de guerre en Syrie et au Liban comme au Maroc durant les années 1920.
Il tire plusieurs récits de ses voyages, comme Le Nid de cygnes après avoir découvert les pays nordiques.

## Homme de lettres éclectique

### Journaliste et critique
Henry Bidou entre en 1899 au Journal des débats auquel il collabore jusqu'en 1929. Rédacteur, il y tient diverses rubriques « Au jour le jour », « La semaine dramatique », des chroniques militaires durant la guerre, sous le patronyme Colonel X. Il assure des missions de correspondant de guerre pour le journal de 1915 à 1923.
Il collabore à de nombreux journaux au cours du temps(Le Figaro, dont il dirige les services de la politique étrangère entre 1922 et 1925, La Revue des Deux-Mondes, Les Annales politiques et littéraires, Vu, Le Temps, Sept Jours, L'Opinion, La Revue critique des idées et des livres, Présent, L’Intransigeant, Paris-soir, La Revue des revues, L’Éclair, Le Sillon, La Revue hebdomadaire, L’Ermitage et Voici la France de ce mois.
Henry Bidou se fait connaître également comme critique musical pour L’Opinion, critique littéraire à La Revue de Paris.

### Auteur-conférencier
Il publie de nombreux ouvrages durant sa vie, des pièces de Théâtre (Rosenice, 1894), des romans (Marie de Sainte-Heureuse, 1912) comme des livres techniques et spécialisés, sur sa carrière d'enseignant, de chercheur et de voyageur (Le Roman de la terre), sur l'histoire (Le Château de Blois, 1931, Paris, 1937). Dans ce domaine, il est l'auteur du tome IX, La Grande Guerre, de L’Histoire de France contemporaine depuis la Révolution jusqu'à la paix de 1919 d’Ernest Lavisse.
Auteur d'un ouvrage sur Paul Claudel, il préparait lorsque sa mort survint une étude sur Molière.
Il donne des conférences remarques à travers le monde sur des sujets divers : Alexandre Dumas, souvent à l'invitation du ministère des Affaires étrangères.

### Correspondant de guerre
Malgré son handicap, Henry Bidou s'intéresse de près aux affaires militaires. Il est correspondant de guerre à plusieurs reprises, durant la Première Guerre mondiale (attaché au GQG), durant la guerre russo-polonaise, au front en Syrie aux côtés du général Gouraud. Il poursuit cette activité durant la Seconde Guerre mondiale et assurait la chronique de Paris-Soir jusqu'à la veille de sa mort,.
Cet intérêt le conduit à devenir professeur à l’École de guerre.

## Hommages
Le Maréchal Juin, l’un de ses anciens auditeurs, le cite dans son discours de réception à l’Académie française et dans le discours de réponse de Maurice Genevoix, qui le qualifie « d'esprit libre et original. »
Son influence est confirmée par son évocation dans plusieurs autres discours de réception et de réponse, le discours de Robert Kemp, qui qualifie son Histoire de la Guerre de « magistrale », celui de Henry Bordeaux, André Bellesort, dans la réponse de Marcel Pagnol à Marcel Achard.

## Prix
- Prix Vitet de l’Académie française en 1917

## Décorations
- Croix de guerre 1914-1918
- Officier de la Légion d'honneur (1929)[5]
- Officier de l’ordre de Wasa
- Officier du British Empire
- Commandeur de l'Ordre Polonia Restituta
- Commandeur de l'ordre du Nichan Iftikhar
- Commandant dans l'ordre du Médjidié
- Commandeur de l’ordre royal du Cambodge
- Commandeur de la Couronne d'Italie

## Ouvrages
- 1894 : Rosenice (pièce), Le Sillon
- 1912 : Marie de Sainte-Heureuse (Roman), Calmann-Lévy
- 1912 : L’Année dramatique 1911-1912 (recueil d'articles), Hachette
- 1913 : L’Année dramatique 1912-1913 (recueil d'articles), Hachette
- 1919 : Les Conséquences de la guerre, Librairie Félix Alcan
- 1922 : Histoire de France (Tome 9), Hachette
- 1922 : Histoire de la Grande Guerre, Gallimard
- Henry Bidou, Chopin, Paris, Félix Alcan, 1925 ; traduction anglaise : (en) Henry Bidou (trad. Catherine Alison Phillips), Chopin, New York, A. A. Knopf, 1927 (lire en ligne)
- 1929 : Le Nid de Cygnes (roman), Flammarion
- 1930 : C’est tout et ce n’est rien (roman), Calmann-Lévy
- 1931 : Le château de Blois, Calmann-Lévy
- 1936 : Berlin, Bernard Grasset
- 1937 : Paris, Gallimard
- 1938 : 900 lieues sur l’Amazone, Gallimard
- 1940 : La Conquête des pôles, Gallimard
- 1940 : La Bataille de France, Édition du Milieu du Monde
- 1944 : L’Afrique, Flammarion (posthume)
- La Terre héroïque

### Préface
- Henry Ruffin (préf. Henry Bidou), La Ruée, ou L'histoire d'une déception (juin 1917-avril 1918), 1918
- Kōstī́s Palamás (trad. Eugène Clément, préf. Henry Bidou), Les Douze Paroles du tzigane [« Ho dōdekálogos toû gýftou »], Paris, Stock, Delamain et Boutelleau, coll. « Le Cabinet cosmopolite », 1931, X-207 p.
- Léone Devimeur-Dieudonné (préf. Henry Bidou), La Colombe blessée, Paris, Albin Michel
- Edmond Stoullig (préf. Henry Bidou), Le Théâtre de la Victoire, vol. 40e (1914-1915), Libr. Paul Ollendorff, coll. « Les Annales du Théâtre et de la Musique »
- Emil Ludwig (préf. Henry Bidou), Napoléon, Payot, 1929